# Friedrich Müller (Politiker, 1922)
Friedrich Müller (* 14. März 1922 in Kirrlach; † 14. September 2014) war ein deutscher Volkswirt und Politiker der SPD.

## Leben und Beruf
Nach dem Schulbesuch absolvierte Müller zunächst eine kaufmännische Lehre und nahm dann als Soldat am Zweiten Weltkrieg teil. Anschließend begann er ein Studium der Volkswirtschaftslehre an der Ruprecht-Karls-Universität Heidelberg, das er mit der Prüfung zum Diplom-Volkswirt sowie mit der Promotion zum Dr. rer. pol. beendete. 1950 wurde er Leiter der Abteilung Betriebswirtschaft bei der Stadtverwaltung in Karlsruhe, 1954 Finanzrat, 1959 Oberfinanzrat. Außerdem war er seit 1953 Lehrbeauftragter am Staatstechnikum Karlsruhe. Sein Sohn Wolfgang G. Müller war Oberbürgermeister von Lahr/Schwarzwald.

## Politik
Müller war von 1956 bis 1976 Mitglied des baden-württembergischen Landtages. Von 1961 bis 1972 war er auch der letzte Landrat im Landkreis Bruchsal, bevor dieser im Landkreis Karlsruhe aufging.

## Schriften
Die Kreisreform und ihre Auswirkungen auf den ehemaligen Landkreis Bruchsal, in: Bernd Breitkopf (Hrsg.), 1973–1998. 25 Jahre im Landkreis Karlsruhe, Ubstadt-Weiher 1998, S. 73–88.

## Ehrungen
- 1972 Verdienstkreuz 1. Klasse des Verdienstordens der Bundesrepublik Deutschland
- 1972 Ehrenzeichen des DRK
- 1975 Goldene Ehrennadel des Verbandes der Kriegsbeschädigten und Hinterbliebenen
- 1976 Großes Verdienstkreuz der Bundesrepublik Deutschland[2]
- 1991 Verdienstmedaille des Landes Baden-Württemberg[3]
- 1993 Verdienst- und Ehrenmedaille der Stadt Bruchsal
- 1996 Ehrenbürgerschaft der Stadt Waghäusel[4]